# 98

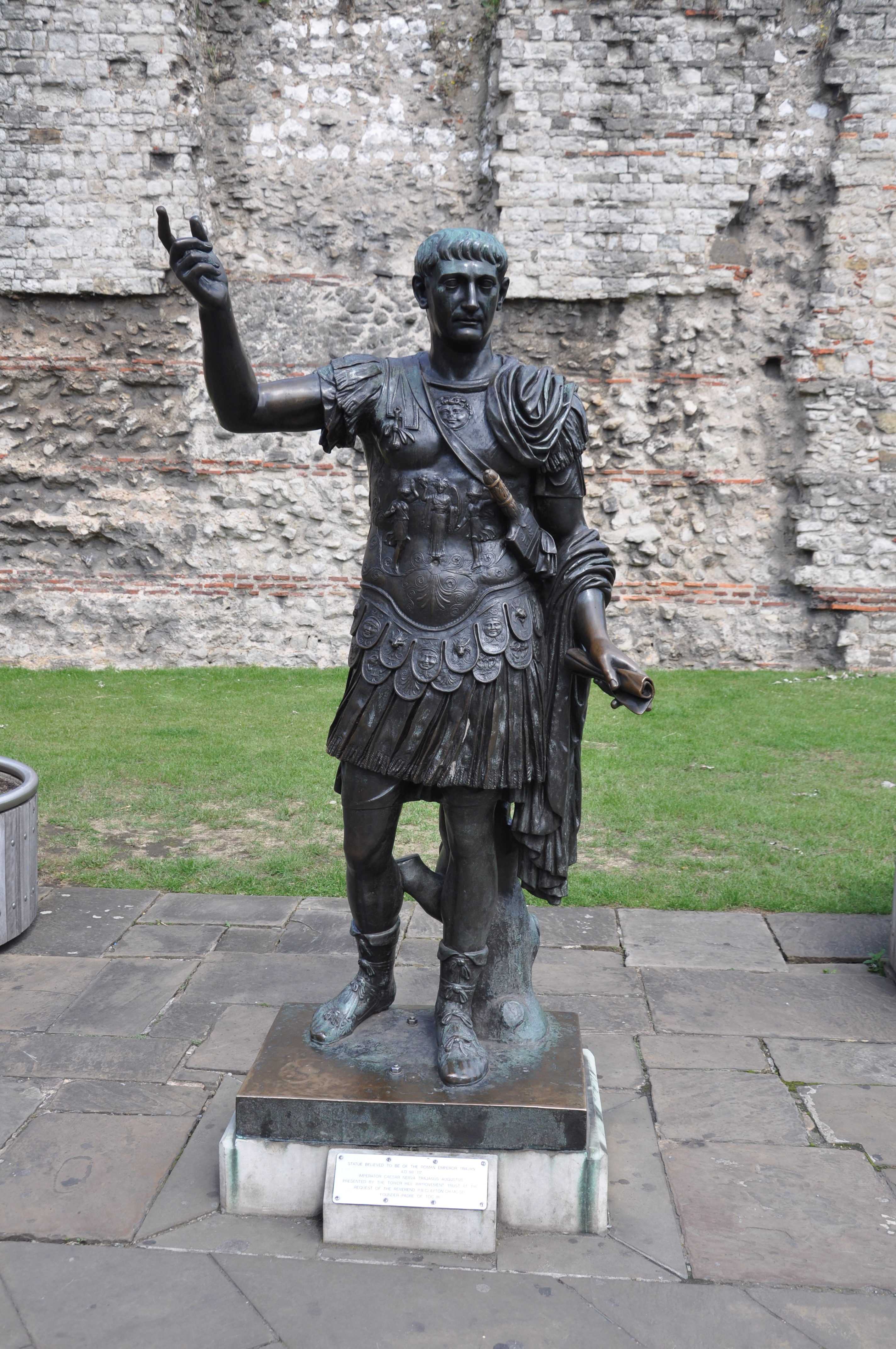
Keizer Trajanus (53 - 117)

Het jaar 98 is het 98e jaar in de 1e eeuw volgens de christelijke jaartelling.

## Gebeurtenissen

### Italië
- In Rome worden Nerva Caesar Augustus en Marcus Ulpius Trajanus, door de Senaat herkozen tot consul van het Imperium Romanum.
- 25 januari - Keizer Nerva sterft en wordt zonder incident opgevolgd door zijn geadopteerde zoon Trajanus. Deze zoon van Romeinse kolonisten in Spanje is de eerste "provinciaal" op de troon.
- Trajanus richt een fonds (alimenta) op ter grootte van het jaarlijkse rijksbudget, om de wezen en kinderen uit arme gezinnen financieel te ondersteunen.
- Publius Cornelius Tacitus, Romeins historicus, schrijft De origine et situ Germanorum (Germania). Hierin refereert hij aan de Germanen.
- Evaristus (98 - 106) volgt Clemens I op als de vijfde paus van Rome. Hij is de grondlegger van het College van Kardinalen.

## Geboren
- Faustina de Oudere, keizerin en echtgenote van Antoninus Pius (overleden 140)

## Overleden
- Apollonius van Tyana, Grieks neopythagoreïsch filosoof
- Marcus Cocceius Nerva, keizer van het Romeinse Keizerrijk